# O'Connor Nunataks
O'Connor Nunataks är nunataker i Antarktis. De ligger i Västantarktis. Inget land gör anspråk på området.